# Dat Boi
Dat Boi is een internetmeme afkomstig van een "Animation Factory"-animatie van een kikker op een eenwieler. De meme vergaarde populariteit op Tumblr in 2015, daarna kreeg de meme meer bekendheid door Twitter in 2016.

## Geschiedenis
Volgens Animation Factory-medewerker Ryan Hagen, is de GIF-animatie van de kikker die gebruikt wordt in de meme gemaakt door ontwerper Josh Doohen. Voordat deze GIF bekend werd als internetmeme werd deze gebruikt in AP Physics 1 Essentials, een in 2013 gepubliceerd schoolboek.
De naam van de meme komt van een bewerkte screenshot van een nieuwsartikel en de regel tekst die vaak wordt gebruikt bij de afbeelding ("here come dat boi! o shit waddup!") komt van een andere meme met een computer-geanimeerde Pac-Man. De foto en het onderschrift ontstond volgens Vox op Facebook.
In mei 2016 kwam het "here come dat boi!"-onderschrift onder vuur omdat verscheidene Facebookgebruikers het een "toe-eigening van het Afrikaans-Amerikaans inheems taalgebruik" vonden. Als een gevolg daarvan raadden verscheidene Facebookgroepen het gebruik van de meme af. The Verge-schrijver Chris Plante noemde het onderschrift in juni 2016 in een artikel. Hij zei dat de Dat Boi-afbeelding op zichzelf "niet genoeg" was en dat "het iets moet zeggen".
Dat Boi was te zien in The Guardians "Month in Memes"-artikel in juni 2016 en werd door Vocativ "mogelijk echt tijdloos" genoemd. Matt Furie, maker van internetmeme Pepe the Frog, legde in een interview in juni 2016 met Comic Book Resources uit dat hij "geschokt" was nadat hij merkte dat Dat Boi "internet-Pepe begon te overschaduwen."

## Opvallende gebruiken
- In mei 2016 plaatste MTV News een afbeelding van Dat Boi op zijn Instagramaccount, samen met andere socialemediatrends.
- Nintendo heeft op 13 mei 2016 een afbeelding getweet van zijn Slippy Toad-karakter naast de Dat Boi-kikker.

AYBABTU · Bed Intruder Song · Bert is Evil · Bielefeldcomplot · Dat Boi · facepalm · Gangnam Style · Grumpy Cat · Happy Merchant · Harlem Shake · Ice Bucket Challenge · intelligent falling · Invisible Pink Unicorn · lolcat · leisure diving · Loitumameisje · Numa Numa · Nyan Cat · Oof · Pedobear · Pepe the Frog · Planking · Rage Comics · rickroll · ROFLcopter · Serge de lama · Vliegend Spaghettimonster